# Llengua maricopa
El maricopa és una llengua yuma parlada pels maricopes a dues reserves d'Arizona: la comunitat índia Pima-Maricopa Salt River i la comunitat índia Gila River.

## Gramàtica
El maricopa és una llengua subjecte-objecte-verb, amb sis o set casos. No té distinció del gènere gramatical.
David Gil informa que el maricopa té cap equivalent per i, però que s'ho fa força bé. Les diverses relacions rellevants es resolen usant diferents estructures lingüístiques. No obstant això, si l'absència d'un lexema constitueix una bretxa lèxica no depèn d'una teoria, sinó dels hàbits verbals compartits per les persones que empren la conceptualització pertinent. En conseqüència, no és vàlid dir que als parlants de maricopa els falta el lexema i. Més aviat és qui parli anglès, per exemple, qui experimentaria la falta

## Fonologia
Totes les exposicions i exemples d'aquesta secció provenen de Gordon (1986), llevat que s'indiqui el contrari.
Inventari de consonants:
|                  | Bilabial | Alveolar | Retroflexa | Palatal | Velar      | Velar | Uvular     | Uvular | Glotal |
| ---------------- | -------- | -------- | ---------- | ------- | ---------- | ----- | ---------- | ------ | ------ |
|                  |          |          |            | plana   | arrodonida | plana | arrodonida |        |        |
| Oclusiva         | p        | t        | ʈ          | kʲ      | k          | kʷ    | q          | qʷ     | ʔ      |
| Africada         |          |          |            | t͡ʃ      |            |       |            |        |        |
| Fricativa Soda   | (f)      | s        | ʂ          |         | x          | xʷ    |            |        |        |
| Fricativa sonora | v        | ð        |            |         |            |       |            |        |        |
| Nasal            | m        | n        |            | ɲ       | (ŋ)        |       |            |        |        |
| Líquida          |          | l, r     |            | lʲ      |            |       |            |        |        |
| Semivocal        |          |          |            | j       |            | w     |            |        |        |

Els fonemes /f/ i /ŋ/ ocórrer només en paraules prestades, per ex. kafe "coffee" i naraŋk "taronja", ambdues prestades del castellà. [ŋ] també esdevé un al·lòfon de /ɲ/.
Maricopa té un sistema vocàlic típic de cinc vocals:
|         | Anterior | Central | Posterior |
| ------- | -------- | ------- | --------- |
| Tancada | i, iː    |         | u, uː     |
| Mitjana | e, eː    |         | o, oː     |
| Oberta  |          | a, aː   |           |

La longitud de la vocal és fonèmica i pot passar a totes les vocals ja sigui curta o llarga, donant deu vocals fonèmiques.
Els següents diftongs (amb el segon membre representat per una semivocal) són:/aj aːj ej eːj oj oːj uj uːj aw aːw ew eːw/, com a /kwiduj/ i /maxaj/.